# Bruce Rauner
Bruce Rauner, né le 18 février 1957 à Chicago, est un homme d'affaires et homme politique américain. Membre du Parti républicain, il est gouverneur de l'Illinois de 2015 à 2019.

## Biographie
Après avoir travaillé pendant trente ans au sein de la société GTCR (en), dont il a fini président, Bruce Rauner devient président du conseil d'administration de R8 Capital Partners en 2012.
Candidat républicain au siège de gouverneur de l'Illinois en 2014, il reçoit le soutien du Chicago Tribune et du Northwest Herald. À l'issue de l'élection du 4 novembre, il est élu par 50,27 % des voix face au gouverneur sortant démocrate Pat Quinn qui n'obtient que 46,35 %. Il entre en fonction le 12 janvier 2015.
Alors qu'il fait campagne sur une plateforme pro-entreprises, notamment basée sur la baisse des impôts, son mandat est marqué par une absence de budget pendant deux ans, en raison de désaccord entre Rauner et la majorité démocrate de la législature de l'Illinois (notamment le président de la Chambre des représentants Michael Madigan).
En mars 2018, candidat à un second mandat, il affronte la représentante Jeanne Ives lors de la primaire républicaine. Ives le critique pour son manque de conservatisme, et notamment pour avoir signé une loi autorisant le financement public de l'avortement. Dans un mouvement interprété comme un geste envers l'électorat conservateur, Rauner met son veto à une proposition de loi sur le contrôle des armes à feu à quelques jours des primaires. Rauner dépense plusieurs millions de dollars de sa fortune personnelle et remporte la primaire de justesse avec environ 52 % des voix,.
Candidat à un nouveau mandat lors des élections de novembre 2018, il est battu par le démocrate J. B. Pritzker qui obtient 54,5 % des voix.